# NGC 3375
NGC 3375 este o galaxie lenticulară situată în constelația Sextantul. A fost descoperită în 21 februarie 1878 de către Ernst Wilhelm Tempel. Se află la o distanță de 38,6 de megaparseci de Pământ.